# Pearl Harbor (documental)
Pearl Harbor (Battlefield: Pearl Harbor en inglés) es un documental producido por Gavin Bott para Cromwell Productions en 2000. Fue escrito por Steve Gillham y narrado por el actor Tim Pigott-Smith. Paul Farrer compuso su música original. 
Incluido en la colección Grandes batallas de la historia en DVD, lleva por epígrafe: La entrada de Estados Unidos en la Segunda Guerra Mundial.

## Argumento
7 de diciembre de 1941: Japón ataca la flota de Estados Unidos anclada en el puerto de Pearl Harbor, en el archipiélago de las Hawái. La operación aeronaval nipona, planeada por el almirante Isoroku Yamamoto y dirigida por el vicealmirante Chuichi Nagumo, consistió en la navegación de varios portaaviones acompañados de considerable número de otros buques desde Japón hasta aguas cercanas a Pearl Harbor, para lanzar dos oleadas consecutivas de aviones armados de torpedos y bombas que serían lanzados sobre los navíos anclados en el puerto y sobre las bases aéreas americanas. Dicha acción mermó la capacidad naval militar estadounidense, del hundimiento de cuyos buques solamente escaparon los portaaviones, ausentes de la base. La entrada de los Estados Unidos en la Segunda Guerra Mundial fue la repercusión inmediata de este sorpresivo ataque.

## Nota
1. ↑  Grandes batallas de la historia. Pearl Harbor, Eagle Rock Entertainment & JRB Producciones, 2007 / Eagle Media & DiskoDVD Vision, 2009.